# Botswana aux Jeux olympiques d'été de 2024
Le Botswana participe aux Jeux olympiques de 2024 à Paris en France. Il s'agit de sa 12e participation à des Jeux d'été.
L'athlète Letsile Tebogo et la nageuse Maxine Egner sont les porte-drapeaux de la délégation botswanaise.
Lors de ces jeux le Botswana obtient la première médaille d'or olympique de son histoire.

## Athlètes engagés
| Sport      | Hommes | Femmes | Total |
| ---------- | ------ | ------ | ----- |
| Athlétisme | 8      | 1      | 9     |
| Natation   | 1      | 1      | 2     |
| Total      | 9      | 2      | 11    |

## Bilan général
| Sport      | Médaille d'or, Jeux olympiques | Médaille d'argent, Jeux olympiques | Médaille de bronze, Jeux olympiques | Total | Rang pays |
| ---------- | ------------------------------ | ---------------------------------- | ----------------------------------- | ----- | --------- |
| Athlétisme | 1                              | 1                                  | 0                                   | 2     | 14e       |
| Total      | 1                              | 1                                  | 0                                   | 2     | 55e       |

| Jour    | Médaille d'or, Jeux olympiques | Médaille d'argent, Jeux olympiques | Médaille de bronze, Jeux olympiques | Total |
| ------- | ------------------------------ | ---------------------------------- | ----------------------------------- | ----- |
| 8 août  | 1                              | 0                                  | 0                                   | 1     |
| 10 août | 0                              | 1                                  | 0                                   | 1     |
| Total   | 1                              | 1                                  | 0                                   | 2     |

| Sexe   | Médaille d'or, Jeux olympiques | Médaille d'argent, Jeux olympiques | Médaille de bronze, Jeux olympiques | Total |
| ------ | ------------------------------ | ---------------------------------- | ----------------------------------- | ----- |
| Hommes | 1                              | 1                                  | 0                                   | 2     |
| Femmes | 0                              | 0                                  | 0                                   | 0     |
| Mixte  | 0                              | 0                                  | 0                                   | 0     |
| Total  | 1                              | 1                                  | 0                                   | 2     |

## Médaillés
| Sport      | Discipline          | Athlète(s)     | Performance | Date   |
| ---------- | ------------------- | -------------- | ----------- | ------ |
| Athlétisme | 200 mètres masculin | Letsile Tebogo | 19 s 46     | 8 août |

| Sport      | Discipline                     | Athlète(s)                                                            | Performance   | Date    |
| ---------- | ------------------------------ | --------------------------------------------------------------------- | ------------- | ------- |
| Athlétisme | Relais 4 × 400 mètres masculin | Bayapo Ndori Busang Collen Kebinatshipi Anthony Pesela Letsile Tebogo | 2 min 54 s 53 | 10 août |

## Résultats

### Athlétisme
| Athlètes                                                              | Épreuve                 | Premier tour (ou tour préliminaire) | Premier tour (ou tour préliminaire) | Repêchage (ou premier tour) | Repêchage (ou premier tour) | Demi-finales  | Demi-finales | Finale           | Finale                             |
| Athlètes                                                              | Épreuve                 | Temps                               | Rang                                | Temps                       | Rang                        | Temps         | Rang         | Temps            | Rang                               |
| --------------------------------------------------------------------- | ----------------------- | ----------------------------------- | ----------------------------------- | --------------------------- | --------------------------- | ------------- | ------------ | ---------------- | ---------------------------------- |
| Letsile Tebogo                                                        | 100 m hommes            | 10 s 1                              | 2e                                  | Dispensé                    | Dispensé                    | 9 s 91        | 2e           | 9 s 86           | 6e                                 |
| Letsile Tebogo                                                        | 200 m hommes            | 20 s 10                             | 1er                                 | Dispensé                    | Dispensé                    | 19 s 96       | 1er          | 19 min 46 s      | Médaille d'or, Jeux olympiques     |
| Bayapo Ndori                                                          | 400 m hommes            | 44 s 87                             | 2e                                  | Dispensé                    | Dispensé                    | 44 s 43       | 4e           | Éliminé          | Éliminé                            |
| Leungo Scotch                                                         | 400 m hommes            | 45 s 28                             | 5e                                  | 45 s 33                     | 2e                          | 45 s 17       | e            | Éliminé          | Éliminé                            |
| Collen Kebinatshipi                                                   | 400 m hommes            | 44 s 45                             | 3e                                  | Dispensé                    | Dispensé                    | 44 s 43       | 3e           | Éliminé          | Éliminé                            |
| Tshepiso Masalela                                                     | 800 m hommes            | 1 min 45 s 58                       | 3e                                  | Dispensé                    | Dispensé                    | 1 min 45 s 33 | 2e           | 1 min 42 s 82 PB | 7e                                 |
| Kethobogile Haingura                                                  | 800 m hommes            | 1 min 46 s 46                       | 7e                                  | 1 min 45 s 52               | 1re                         | 1 min 44 s 95 | 7e           | Éliminé          | Éliminé                            |
| Tumo Nkape                                                            | 800 m hommes            | 1 min 46 s 99                       | 6e                                  | 1 min 45 s 57               | 7e                          | Éliminé       | Éliminé      | Éliminé          | Éliminé                            |
| Victor Ntweng                                                         | 400 m haies hommes      | 49 s 59                             | 5e                                  | 48 s 88                     | 3e                          | Éliminé       | Éliminé      | Éliminé          | Éliminé                            |
| Bayapo Ndori Busang Collen Kebinatshipi Anthony Pesela Letsile Tebogo | Relais 4 x 400 m hommes | 2 min 57 s 76                       | 1er                                 | Non disputé                 | Non disputé                 | Non disputé   | Non disputé  | 2 min 54 s 53    | Médaille d'argent, Jeux olympiques |
| Oratile Nowe                                                          | 800 m femmes            | 2 min 1 s 00                        | 6e                                  | 2 min 3 s 29                | 5e                          | Éliminée      | Éliminée     | Éliminée         | Éliminée                           |

### Natation
| Athlète         | Épreuve                 | Séries       | Séries | Demi-finales | Demi-finales | Finale   | Finale   |
| Athlète         | Épreuve                 | Temps        | Rang   | Temps        | Rang         | Temps    | Rang     |
| --------------- | ----------------------- | ------------ | ------ | ------------ | ------------ | -------- | -------- |
| Adrian Robinson | 100 m brasse hommes     | 1 min 2 s 79 | 27e    | Éliminé      | Éliminé      | Éliminé  | Éliminé  |
| Maxine Egner    | 100 m nage libre femmes | 58 s 98      | 27e    | Éliminée     | Éliminée     | Éliminée | Éliminée |